# Matosinhos de Castro Pinto
Matosinhos de Castro Pinto foi um político brasileiro do estado de Minas Gerais. Foi prefeito da cidade de Itambacuri entre os anos de 1963 e 1966. Foi também deputado estadual em Minas Gerais pelo partido da ARENA na 6ª legislatura (1967 - 1971) .
Foi cassado no dia 29 de abril de 1969 por efeito do Ato Institucional Nº5 (AI-5).

## Ligação externa
- Assembléia Legislativa de Minas Gerais - Diário do Legislativo de 07/07/1995.